# ناجي باشا العزام
ناجي باشا العزام شيخ عشائري وسياسي أردني، شارك في أحداث متعددة في الأردن خلال الثلث الأول من القرن العشرين.

## المولد وفترة الشباب
ولد ناجي مزيد كليب محمد العزام عام 1873 م في قرية حوفا القريبة من إربد، كان جدُّه كليب عضواً في مجلس إدارة قضاء عجلون عام 1872 ، وكان والده مزيد قاضياً عشائرياً، وخلف شقيقه شلاش والده في عضوية مجلس إدارة قضاء عجلون عام 1911 ، تولى شيخة عشيرته بعد وفاة أخيه شلاش وأصبح زعيماً لناحية الوسطية - تتكون الناحية اليوم من لوائين هما الوسطيةوالطيبة- يُسجل له أنه من أوائل الذين أعلنوا العصيان المدني ضدَّ حكومة حزب الاتحاد والترقي العثمانية حين دعا أهالي الوسطية إلى عدم دفع الضرائب والتوقف عن إمداد الحكومة بالحبوب والمواشي وكان موقفه مضادا للدولة العثمانية.

## دوره في العصر ما بعد العثماني
شارك في المؤتمر السوري الأول في 2 تموز 1919 والمؤتمر السوري الثاني في 7 آذار 1920 وفي هذين المؤتمرين تجسَّـدت طروحات الحركة الوطنية العربية في قرارات المؤتمرين التي أكدت على استقلال البلاد السورية بحدودها الطبيعية استقلالاً تاماً واختيار الأمير فيصل بن الحسين ملكاً دستورياً عليها، ورفض مزاعم الصهيونية بجعل فلسطين وطناً لهم، وكان أحد أعضاء الوفد الأردني الذي شارك في 23 آب 1921 في حفل تتويج الملك فيصل ملكاً على الدولة العربية التي ضمَّـت سوريا ولبنان وشرقي الأردن وفلسطين وكان من أصحاب الرأي القائل بأن خطورة الصهيونية على شرقي الأردن كخطرها في فلسطين.

### مؤتمر قم
عقد في السادس من نيسان 1920 في ديوان الشيخ ناجي باشا العزام ببلدة قم وكان من نتائج «مؤتمر قم» معركة تل الثعالب التي قادها الشيخ الشهيد كايد مفلح عبيدات عن الجانب الأردني والجنرال البريطاني كركبرايد عن الجانب البريطاني والمستوطن الصهيوني رئيس المستوطنات اليهودية في الشمال الفلسطيني يوسف أبو ريشة عن الجانب اليهودي وخسر الشعب الأردني الشهداء كايد المفلح عبيدات وسلطان عبيدات وقفطان عبيدات وفندي عبيدات وبلال سالم الحجات وسعيد القرعان وزطام القرعان ومحمد العزام وثلاثة مجاهدين من حوران.

### ما بعد مؤتمر قم
شارك في اللقاء الذي عقده الميجر سمرست مبعوثا من المندوب السامي البريطاني هيربرت صموئيل اليهودي الأصل في بلدة أم قيس مع زعماء إربد في الثاني من أيلول 1920 ورفض المجتمعين ما عرضه الإنجليز ورفضوا مماطلتهم في تلبية مطالب المجتمعين، عقد زعماء إربد بعدها اجتماعا في مدينة إربد في 5 / 9 / 1920 م قرَّروا فيه تشكيل حكومة محلية أسموها (حكومة قضاء عجلون العربية) وكانت برئاسة القائم مقام علي خلقي الشرايري، وإلى جانب حكومة عجلون العربية شكـَّل أهالي إربد وجوارها مجلساً أطلقوا عليه اسم المجلس الإداري التشريعي كان العزَّام ممثلا للوسطية فيه، ثمَّ تشكلت حكومة محلية في ناحية الوسطية ترأسها العزام وكان مركزها كفر أسد .
- كما شارك في المؤتمر الإسلامي العام من أجل فلسطين الذي انعقد في القدس عام 1931.

## في مرحلة تأسيس إمارة شرق الأردن
وبعد قدوم الأمير عبد الله الأول بن الحسين شارك العزام في إعادة تشكيل الفرع الأردني لحزب الاستقلال العربي بعد أن قامت سلطات الاحتلال الفرنسي بحلِّ الحزب الأم في سوريا واضطرَّت العديد من زعمائه ورموزه إلى اللجوء إلى الأردن، وشارك العزَّام في أول مؤتمر وطني أردني في الخامس والعشرين من تموز 1928 في مقهى حمدان الشهير في عاصمة الإمارة الأردنية عمان، وصاغوا فيه ميثاقاً وطنيا ً، كما شارك في المؤتمر الوطني الثالث الذي عُقد في مضافة التلول في إربد.